# Костел Святого Антонія Падуанського (Руда)
Костел Святого Антонія Падуанського — парафіяльний костел у селі Руда на Київщині, збудований у 1910-х роках; оригінальна неоготична пам'ятка. Має статус щойно виявленої пам'ятки архітектури місцевого значення. Не діє.

## Архітектура
Подібний до костелу Св. Ізидора у селі Безпечна стилістикою, архітектурою та пропорціями. Збудований у стилі неоготики, має риси північно-італійської архітектури. Костел збудований з каменю (кути вимурувано з цегли), на невеликому кам'яному підмурку.

## Історія
Донедавна вважалося, що костел було збудовано ще у 1870-х роках, однак новітні дослідження спростовують це - храм постав набагато пізніше. Головним доказом є книга «Список населенных мест Киевской губернии» видання 1900 року, де у статтях, присвячених населеним пунктам, перелічено усі наявні храми, у тому числі й католицькі. 1900 року у Руді католицького храму або каплиці не було.
Оскільки, як вже зазначалося, костел у Руді дуже подібний до костелу Св. Ізидора у селі Безпечна, можна припустити, що й зводилися вони приблизно в один час. Костел у Безпечній споруджено у 1912-1915 роках. Тож і костел у Руді було споруджено у 1910-х роках. Архітектором можна з певною імовірністю вважати Володимира Безсмертного.
У радянський час у костелі розміщувався заклад харчування, з цією метою з боку вівтарної частини було зроблено невелику прибудову, що повністю стилізована під загальну архітектуру костелу.
Сьогодні храм належить до Києво-Житомирської дієцезії РКЦ. Однак через відсутність католиків у селі костел не діє. З цієї причини на костел претендує православна парафія, однак костел і досі стоїть пусткою. На стінах подекуди є тріщини, тож костел потребує реставрації. Збереглися оригінальні двері та віконні рами, однак скло та вітражі втрачені.
Це один із двох сільських костелів Київщині.